# Aureliano Tavares Bastos
Aureliano Cândido Tavares Bastos (Cidade de Alagoas (atual Marechal Deodoro), 20 de abril de 1839 – Nice, 3 de dezembro de 1875) foi um político, escritor e jornalista brasileiro.
É considerado um precursor do federalismo, por sua luta contra a centralização administrativa durante o Segundo Reinado.

## Biografia
Primeiro dos seis filhos de José Tavares Bastos e D. Rosa Cândida de Araújo, seguido por Américo (1840), Edméia (1842), Teonila (1843), Cassiano (1844) e Maria (1847).
Formou-se em direito na Faculdade de Direito de São Paulo, onde estabeleceu as suas primeiras relações políticas importantes: Ferreira Viana, Paulino de Souza e Gaspar da Silveira Martins, entre outros.
Formou-se em 1858, aos dezenove anos de idade, doutorou-se em direito em 1859 e, em 1860, foi eleito deputado pela então Província de Alagoas. No ano seguinte, por discordar abertamente com o ministro da Marinha, foi demitido do cargo de oficial da secretaria da Marinha. Publicou naquele ano, anonimamente, no Correio Mercantil, as Cartas do Solitário, cuja primeira edição em livro é de 1862. As Cartas tratavam de diversos assuntos, como a centralização administrativa, a abertura do rio Amazonas à navegação, a liberdade da navegação de cabotagem e as comunicações com os Estados Unidos.
Em 1864, Tavares Bastos foi reeleito deputado e participou da Missão Saraiva ao rio da Prata, como secretário.
Em 1870 fez publicar o livro A Província, no qual combate eloquentemente a centralização do poder público. Em 1872, publicou A Situação e o Partido Liberal e, em 1873, os Estudos sobre a Reforma Eleitoral. Em 1874, precisando tratar de sua saúde, fez a sua última viagem à Europa, onde veio a falecer, vítima de uma pneumonia. Seu corpo foi enterrado na cidade do Rio de Janeiro, onde viveu grande parte de sua curta existência, na tarde de 2 de maio de 1876.
Era partidário do liberalismo, o qual defendia à exaustão, segundo Raymundo Faoro, enquanto um dogma acentuando o caráter natural das leis do mercado e da livre iniciativa enquanto elementos desejados por toda a sociedade contra um estado que extrapole os limites de sua atuação e acabe por "substituir a sociedade" na iniciativa produtiva.
Em suas ideias recebeu muitas influências do missionário norte-americano James Cooley Fletcher, além de pensadores tais como John Stuart Mill, Alexis de Tocqueville e Alexander Hamilton. Como tal, defendia a separação do estado e igreja e inclusive a imigração de protestantes para a região.

## Obras publicadas
- Os males do presente e as esperanças do futuro (1861)
- Cartas do Solitário (1862)
- «O vale do Amazonas (1866)»
- Memória sobre a imigração (1867)
- A província: estudo sobre a descentralização no Brasil  (1870)
- A situação e o Partido Liberal (1872)
- A Reforma eleitoral e parlamentar e Constituição da magistratura (1873)